# شاطئ جونية
شاطئ جونيه أو شاطئ جونية هو أحد أجمل شواطئ لبنان والشرق الأوسط، الذي يعانق فيه الجبل اللبناني الساحل المتوسطي في منطقة ومشهد يجمع بين الساحل والجبل.
وهو شاطىء جذب سياحي بامتياز يتوفر على كل المؤهلات السياحية من نظافة وتنظيم جيد وبنية تحتية لابأس بها من فنادق جيدة وشبكة نقل تضم وسيلة النقل من نوع تلفريك سياحي، الذي يمكِّن المتنقل والسائح من مشاهدة المدينة من العالية في مشهد خلاب يجمع بين الساحل والجبل والعمارة.

## التسمية
سمي شاطئ جونيه على اسم بلدة جونيه الساحلية، ويعتقد الباحثون والمتخصصون في علم التسمية Onomasiology والاشتقاقات أن أصل اسم جونية هي "كلمة سريانية من الجون وهو الخليج. وقد تكون من اليونانية "غونية" وتعني الزاوية. وقد جاء على ذكر هذه البلدة في معجم الياقوت والإدريسي". ويذكر في معجم "الصحاح في اللغة أن "الجَوْنُ: الأبيض. وأنشد أبو عبيدة: غَيَّرَ يا بِنْتَ الحُلَيْسِ لَوْنـي مُرُّ الليالي واختلافُ الجَوْنِ وسَفَرٌ كان قـلـيلَ الأَوْنِ قال: يريد النهار: والجَوْنُ: الأسود، وهو من الأضداد، والجمع جونٌ بالضم. والجَوْنُ من الخيل ومن الإبل: الأدهمُ الشديد السواد. والجَوْنَةُ: عين الشمس."

## موقعه في السياحة الشاطئية وبين شواطيء لبنان

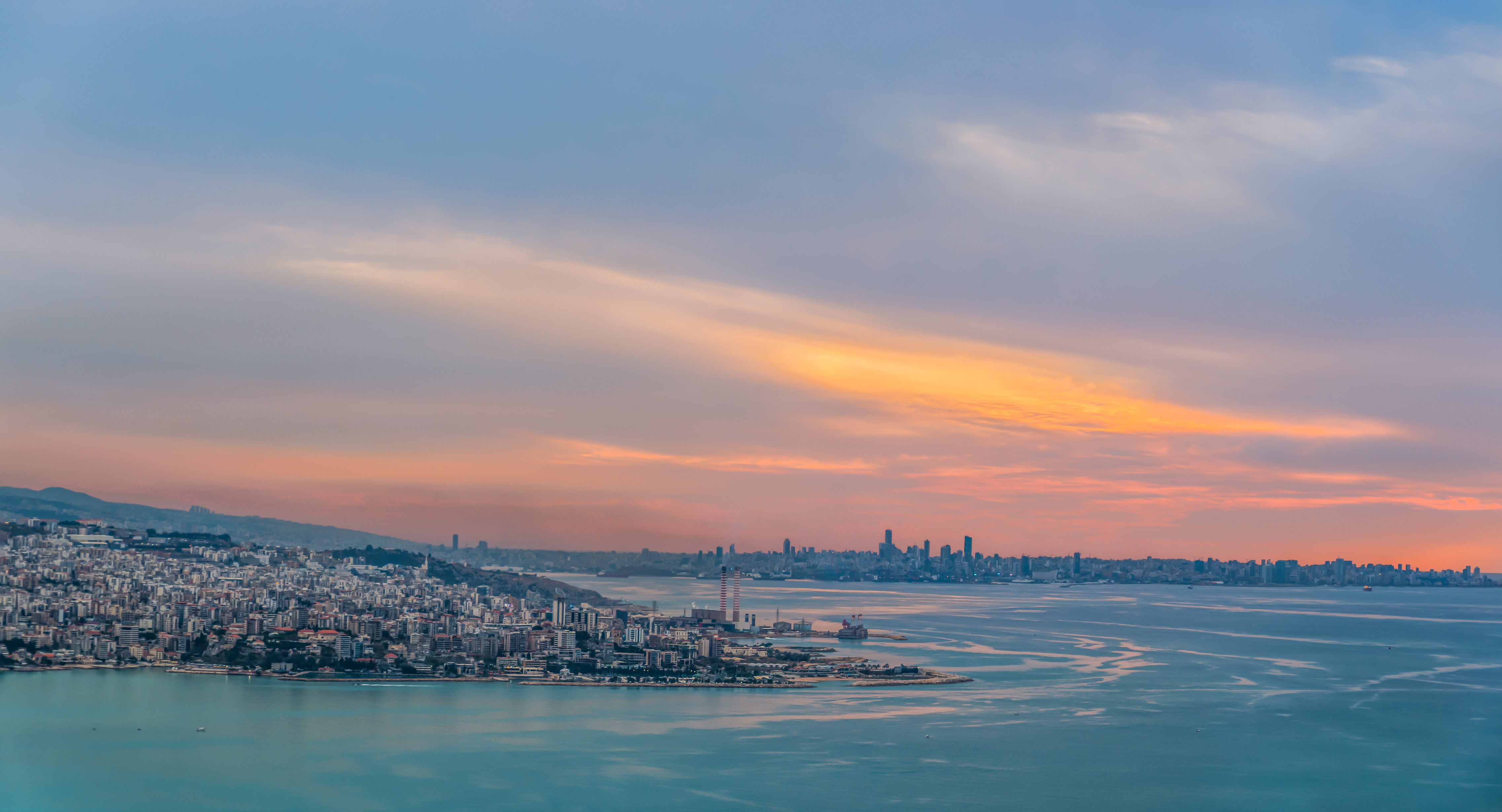
منظر عام لشاطيء جونية والمدينةا

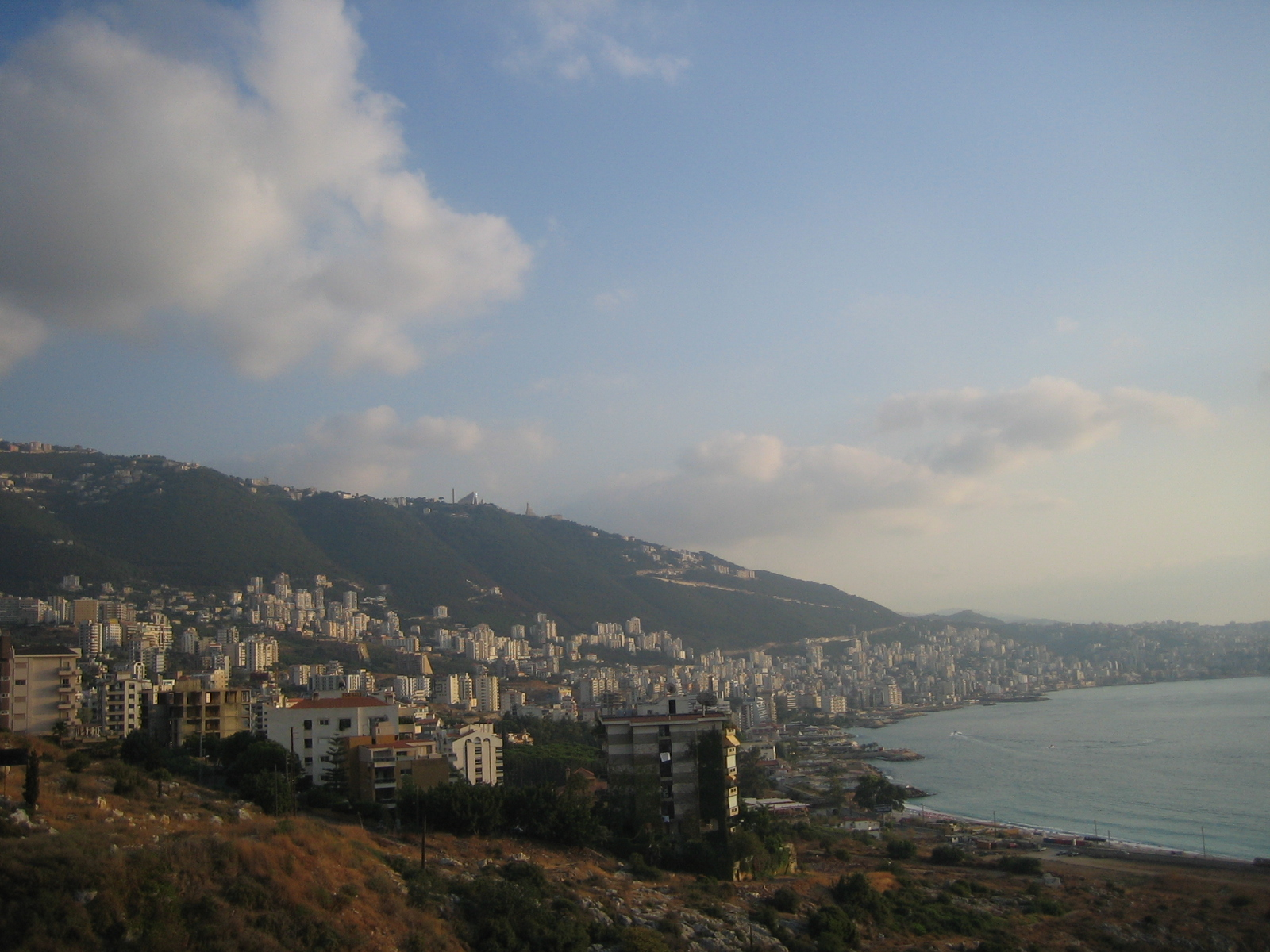
منظر عام لجونية وشاطئها

يصل طول الشاطئ اللبناني إلى 200 كم، ويبلغ عدد الأيام المشمسة في البلاد حوالي ال 300 يوم، مما يجعله مقصدًا بارزًا لمحبي الاستجمام والنشاطات والرياضات البحرية المتنامية في أماكن مختلفة من البلاد خصوصا في فصل الصيف والعطل. ويعتبر شاطيء جونية من شواطيء لبنان ذات السمعة الجيدة لما يقدمه من منتوج سياحي محترم للمواطن اللبناني وللسياح الأجانب، سواء من حيث النظافة وحماية البيئة ولا من حيث الإدارة الجيدة، إذ يعتبر من الشواطئ اللبنانية النظيفة وإدارة شاطئية مستحسنة، مما يجعله ذو سمعة جيدة ومقصدا للزوار من مختلف المنطاق اللبنانية في إطار السياحة الداخلية أو سياحة من خارج الوطن اللبناني، خصوصا خلال فترة الصيف المتوسطي الحار، للتمتع برياضة السباحة والاستجمام، ساعده في ذلك موقعه البعيد عن زحمة المدينة المدن الاقتصادية ذات الضغوط، حيث يبعد مسافة عنها ولا تصله أي أخطار تلوث صناعي أو ظغوط حركة نقل التي تسير بالطاقة الأحفورية وما تخلفه من تلوث، شاطئ تحيط به مشاهد الجبال المكسوة بالغطاء النباتي، مما يجعله يوفر جواً من الاسترخاء لمحبي الهدوء والتأمل إذ ذاك بات يعتبر منتجعاً بحرياً سياحيا متميزا لكونه.

## حماية الشاطيء كملك عام وموروث طبيعي وسياحي للشعب اللبناني
حوالي سنة 2013 رفعت وزارة الأشغال العامّة والنقل تقريراً إلى رئاسة الحكومة، لحماية أملاك الشاطئ العمومية ضد استغلال النفوذ يفيد بأن مسؤولين وزعماء وحزبيين حاليين وسابقين وأتباع لهم، يتشاركون أو يتقاسمون الأملاك البحريّة العامّة، وبأن هناك نحو 1141 تعدياً على هذه الأملاك العامّة، من بينها 73 تعدياً مرخصاً فقط، يشكّلون نحو 4 ملايين و900 ألف متر مربّع من الشاطئ اللبناني، تقدّر قيمتها بمليارات الدولارات، من بينها شاطئ جونيه الذي لم يسلم من تلك الاعتداءات، في منطقة طبيعية وسياحية تعد إرثا طبيعيا واقتصاديا ووطنيا للشعب اللبناني قاطبة. وقد وعدت الحكومة بعد ضغوط من المجتمع المدني بوضع حد لهذه للاعتداءات على المناطق الطبيعية الإيكولوجية المهمة في ساحل لبنان.